# Stefano Cipressi
Stefano Cipressi (né le 25 novembre 1982 à Bologne) est un kayakiste italien.

## Biographie
Lors des mondiaux 2006 de Prague, Stefano Cipressi est finalement titré champion du monde malgré une controverse. Arrivé premier, il est ensuite déclassé pour un franchissement de porte litigieux (il faut que le concurrent passe entièrement la tête ainsi qu'une partie du bateau) après une réclamation de l'équipe de France. Le Français Julien Billaut est ainsi déclaré champion du monde, puis après un appel italien, Cipressi est rétabli dans son titre.
Une ultime décision de la FIC début 2007 classe finalement les deux hommes ex aequo de ce championnat du monde.

## Palmarès
- Championnats du monde de slalom
  -  Médaille d'or en K1 slalom aux 2006 à Prague
  -  Médaille d'argent en K1 slalom par équipe aux 2006 à Prague
  -  Médaille de bronze en K1 slalom par équipe en 2010 à Tacen

- Championnats du monde de descente
  -  Médaille de bronze en C2 sprint par équipe en 2017 à Pau

- Championnats d'Europe de slalom
  -  Médaille de bronze en C1 slalom par équipe en 2017 à Tacen